# Poephila
Poephila Gould, 1842 è un genere di uccelli passeriformi della famiglia degli Estrildidi.

## Distribuzione
Le specie ascritte al genere sono tutte endemiche del continente australiano, del quale occupano la porzione settentrionale e quella nord-orientale, colonizzando di preferenza le aree secche a copertura erbosa.

## Descrizione
I diamanti del genere Poephila sono uccelli di piccole dimensioni (fra i 10 e i 15 cm di lunghezza, coda compresa) e dalla colorazione brunastra, con presenza di nero su coda, fianchi e alla base del becco, che è robusto come tipico degli uccelli granivori.

## Tassonomia
In passato il genere è stato utilizzato come "contenitore" di buona parte dei diamanti australiani e vi sono state ascritte specie come il diamante mandarino (oggi in un proprio genere, Taeniopygia), il diamante di Gould (oggi ascritto al genere Erythrura) ed il diamante di Bichenov (spostato prima in Taeniopygia e poi riclassificato in un genere a parte, Stizoptera).
Attualmente vi vengono ascritte tre specie:
- Poephila acuticauda - diamante codalunga;
- Poephila cincta - diamante bavetta;
- Poephila personata - diamante mascherato;

Il nome Poephila deriva dall'unione delle parole greche πόα (poa, che indica il foraggio ma anche un genere di piante erbacee) e φιλέω (fileo, "amare"), col significato di "amanti dell'erba", in riferimento alla dieta principalmente granivora di questi uccelli.